# 우사마 우살라티
우사마 우살라티(아랍어: أسامة وسلاتي, 1996년 3월 24일 ~ )는 튀니지의 태권도 선수이다. 2016년 하계 올림픽 80kg급에서 동메달을 획득했으며, 폐막식 때 튀니지 선수단 기수를 맡았다.